# Saint-Julien-Puy-Lavèze
Saint-Julien-Puy-Lavèze – miejscowość i gmina we Francji, w regionie Owernia-Rodan-Alpy, w departamencie Puy-de-Dôme.
Według danych na rok 1990 gminę zamieszkiwały 342 osoby, a gęstość zaludnienia wynosiła 12 osób/km² (wśród 1310 gmin Owernii Saint-Julien-Puy-Lavèze plasuje się na 515. miejscu pod względem liczby ludności, natomiast pod względem powierzchni na miejscu 241.).